# Elektroniker für Geräte und Systeme
Der Elektroniker für Geräte und Systeme ist ein Industrieller Elektroberuf, den es seit der Neuordnung der Elektroberufe vom 3. Juli 2003 (BGBl. I S. 1144) gibt. Er ist den ehemaligen Ausbildungsberufen Industrieelektroniker Fachrichtung Gerätetechnik und Kommunikationselektroniker sehr ähnlich; die Ausbildungsinhalte wurden aber in Richtung Selbständigkeit (Qualitätsmanagement, Bewerten von Prozessen, Verwaltung usw.) erweitert.
Das Berufsprofil vom Elektroniker für Geräte und Systeme hat den Ausbildungsberuf Systemelektroniker im Handwerk mit gleichem Rahmenlehrplan für die Berufsschule mit Verordnung zur Neuordnung der Ausbildung in handwerklichen Elektroberufen von dem Bundesinstitut für Berufsbildung (BIBB) am 13. März 2021 abgelöst.
Die Ausbildungsdauer beträgt ohne Verkürzung 3½ Jahre.
Eine zweijährige Berufsausbildung ist in Form des Industrieelektrikers der Fachrichtung Geräte und Systeme möglich. Diese Ausbildung kann anschließend zum Elektroniker für Geräte und Systeme fortgeführt werden, allerdings nicht zwingend im selben Betrieb.

## Einsatzgebiete
Der Beruf Elektroniker für Geräte kann in folgenden Einsatzgebieten ausgebildet werden:
- Informations- und kommunikationstechnische Geräte
- Medizinische Geräte
- Automotive-Systeme
- Systemkomponenten, Sensoren, Aktoren, Mikrosysteme
- EMS (Electronic Manufacturing Services)
- Mess- und Prüftechnik

## Bestandteile der Ausbildung
- Umgang mit Messgeräten
- Arbeiten mit dem Lötkolben
- Konstruktion von Prototypen
- Erstellen von Fertigungsunterlagen
- Fehlersuche an elektronischen Geräten und deren Behebung
- Grundkenntnisse in Mechanik
- Dokumentieren von Arbeitsgängen
- Programmieren von Mikrocontrollern
- Arbeiten an Projekten
- IT-Systeme konfigurieren/reparieren

Die Ausbildung erfolgt in einem Ausbildungsbetrieb und der Berufsschule; der Schulunterricht kann im Blockunterricht stattfinden. Hierbei werden u. a. die folgenden Themen behandelt:
- Umgang mit Prüfmitteln
- Digitaltechnik
- Regelungstechnik
- Analogtechnik
- Schaltzeichen
- Bauteile
- Elektrotechnik
- Politik & Wirtschaftskunde
- Deutsch/Kommunikation
- Englisch
- Physik

Die häufigsten Einsatzbereiche ausgebildeter Elektroniker für Geräte und Systeme sind unter anderem Fertigungsbereiche, Reparatur, Elektroniklabore oder Kundendienst. Diesen Bereichen ist gemein, dass sie Fachkenntnisse für das Herstellen und Reparieren von Geräten benötigen.
Die Ausbildungsordnung wird durch die Verordnung über die Berufsausbildung in den industriellen Elektroberufen festgelegt. Darin werden die Ausbildungsinhalte wie folgt beschrieben (Version vom 24. Juli 2007):
Gegenstand der Berufsausbildung sind mindestens die folgenden Qualifikationen:
1. Berufsbildung, Arbeits- und Tarifrecht,
2. Aufbau und Organisation des Ausbildungsbetriebes,
3. Sicherheit und Gesundheitsschutz bei der Arbeit,
4. Umweltschutz,
5. Betriebliche und technische Kommunikation,
6. Planen und Organisieren der Arbeit, Bewerten der Arbeitsergebnisse,
7. Montieren und Anschließen elektrischer Betriebsmittel,
8. Messen und Analysieren von elektrischen Funktionen und Systemen,
9. Beurteilen der Sicherheit von elektrischen Anlagen und Betriebsmitteln,
10. Installieren und Konfigurieren von IT-Systemen,
11. Beraten und Betreuen von Kunden, Erbringen von Serviceleistungen,
12. Technische Auftragsanalyse, Lösungsentwicklung,
13. Errichten, Erweitern oder Ändern von gebäudetechnischen Anlagen,
14. Instandhalten gebäudetechnischer Anlagen und Systeme,
15. Betreiben von technischen Systemen,
16. Technisches Gebäudemanagement,
17. Geschäftsprozesse und Qualitätsmanagement im Einsatzgebiet.

Die vorstehend genannten Qualifikationen sind in einem der folgenden Einsatzgebiete anzuwenden und zu vertiefen:
1. Wohn- und Geschäftsgebäude,
2. Betriebsgebäude,
3. Funktionsgebäude und -anlagen,
4. Infrastrukturanlagen,
5. Industrieanlagen.

Das Einsatzgebiet wird vom Ausbildungsbetrieb festgelegt. Andere Einsatzgebiete sind zulässig, wenn in ihnen die genannten Qualifikationen vermittelt werden können.

## Digitalisierung
Die fortschreitende Digitalisierung der Arbeits- und Berufswelt kann Aufgabenfelder und Anforderungsprofile verändern. Es eröffnet sich für Elektroniker für Geräte und Systeme ggf. die Chance, sich mit folgenden Technologien, Verfahren oder Systemen zu befassen:
- 3-D-Druck (z. B. Oberflächen mit elektronischen Bauelementen bedrucken; Bauteile für Prototypen mit dem 3-D-Drucker herstellen)
- Aktoren (z. B. intelligente Aktoren für Steuerungs-, Sicherheits- und Diagnosefunktionen einbauen und prüfen)
- Apps für Überwachung der Produktionsprozesse (z. B. vernetzte Fertigungseinrichtungen überwachen; Betriebsbereitschaft sicherstellen)
- Augmented Reality Operation (z. B. die Montage von Bauteilen sowie die Wartung von Maschinen mithilfe von virtuell eingeblendeten Informationen durchführen)
- Collaborative Robots – Cobots (z. B. an der Konzeption von Steuerungssoftware für Cobots mitwirken)
- Echtzeitdatensysteme (z. B. Fertigungsanlagen und Prüfsysteme mithilfe der Auswertung von Maschinen- und Prozessdaten in Echtzeit vorausschauend warten)
- Embedded Systems (z. B. Systemsoftware für Komponenten der Fahrzeugelektronik oder Medizintechnik installieren)
- Industrieroboter (z. B. Hard- und Softwarekomponenten für Industrieroboter fertigen)
- IoT-Plattformen (z. B. Systeme mit IoT-Plattformen vernetzen)
- Maschine-zu-Maschine-Kommunikation – M2M (z. B. Schnittstellen für digital vernetzte Systeme definieren)
- Maschinendatenerfassung – MDE (z. B. Fertigungsanlagen und Prüfeinrichtungen mithilfe der Auswertung von Maschinen- und Prozessdaten in Echtzeit optimieren)
- Mensch-Maschine-Kommunikation (z. B. Bedienoberflächen und Benutzerdialoge erstellen)
- Mikroelektronik (z. B. Mikrochips für die Steuerung von Fertigungsanlagen und Prüfsystemen einbauen)
- Photonik (z. B. optische Sensoren in Steuerungssysteme einbauen)
- Predictive Maintenance (z. B. ungeplante Reparaturen und Ausfälle durch laufende Auswertung der Daten von energietechnischen Anlagen und Systemen minimieren)
- Sensorik (z. B. Sensoren für den Einsatz als Signalgeber in Steuerungssystemen konfigurieren)
- Service-Portale und -Apps (z. B. technische Dokumentationen für Geräte, Systeme und Anlagen für Kunden bereitstellen; mit Kunden bei technischen Störungen in Kontakt treten)
- Speicherprogrammierbare Steuerung – SPS (z. B. an der Weiterentwicklung von Regel- und Steuerungssystemen mitwirken; Steuerungsprogramme entwickeln und prüfen)
- Vernetzte Produktionssysteme (z. B. digital vernetzte Fertigungsanlagen sowie deren Komponenten einrichten und überwachen)
- Wearable Technology (z. B. Datenbrillen zur Unterstützung von Wartungs- und Reparaturarbeiten einsetzen)